# Никола Ристић
Др Никола Ристић је измишљени лекар из телевизијске серије „Ургентни центар”, а тумачио га је прво Бојан Перић у првој, а потом Миодраг Драгичевић у другој сезони. Лик, ког је већина звала „Ристић”, је представљен у првој епизоди и појављивао се у првој и другој сезони.

## Опис лика
Ристић долази у Ургентни центар као студент треће године медицине. Незгодно му је почео први дан јер је замало повратио кад је видео преломно рањеног болесника па га је утешио главни специјалиста др. Марко Павловић.
Кад је надокнадио мањак својих надмоћних способности, Ристић дели посвећени и саосећајни приступ са својим болесницима. Пошто га је у почетку занимала хирургија, он се пребацио у Ургентни центар, упркос почетном запрепашћењу и разочарању његовог хируршког ментора др. Рефика Петровића. Током свог хируршког усавршавања, Ристић је жалио због мање повезаности са болесницима, поготово због мање корените пратње и неге.
На почетку треће сезоне, Немања је отишао на сахрану свом оцу. При крају сахране, Сара га је звала и обавестила да је Ристића убио човек коме је ћерка умрла јер је погрешно лечена у знак одмазде.

## Романтичне везе
- Слађа (Јелена Ракочевић), болесница са којом се Ристић забављао током 1. сезоне. Неколико пута су општили све док Ристић није открио да му је пренела ППБ. Због тога су раскинули.
- Милица Лукић (Тамара Крцуновић) и Ристић су се упознали 2014. године кад је она била стажисткиња 2. године. Ристићу се она одмах свидела. Кад је она раскинула са другим лекаром, он је покушао да је утеши пољупцем, али га је она зауставила. Она се после одселила.
- Ева Срнић (Анђела Јовановић), колегиница студенткиња са којом се Ристић забављао током 2. сезоне. Преварила је Ристића при почетку везе са др. Немањом Арсићем. Ристић јој је опростио, али је она раскинула са њим неколико месеци касније јер је он преварио другог студента како би добио поступак.
- Др. Тамара Чалић (Јелена Ђукић), педијатријска хируршкиња пребачена у Ургентни центар. Ристић и Чалићева су почели да раде заједно и на крају упловили у потајну везу која се завршила кад је Чалићева отишла на добровољни задатак.

## Промена глумца
Лик Ристића је у првој сезони тумачио Бојан Перић. Када је Перић напустио серију после 1. сезоне, лик је у 2. тумачио Миодраг Драгичевић